# Rafael Benjumea (pintor)

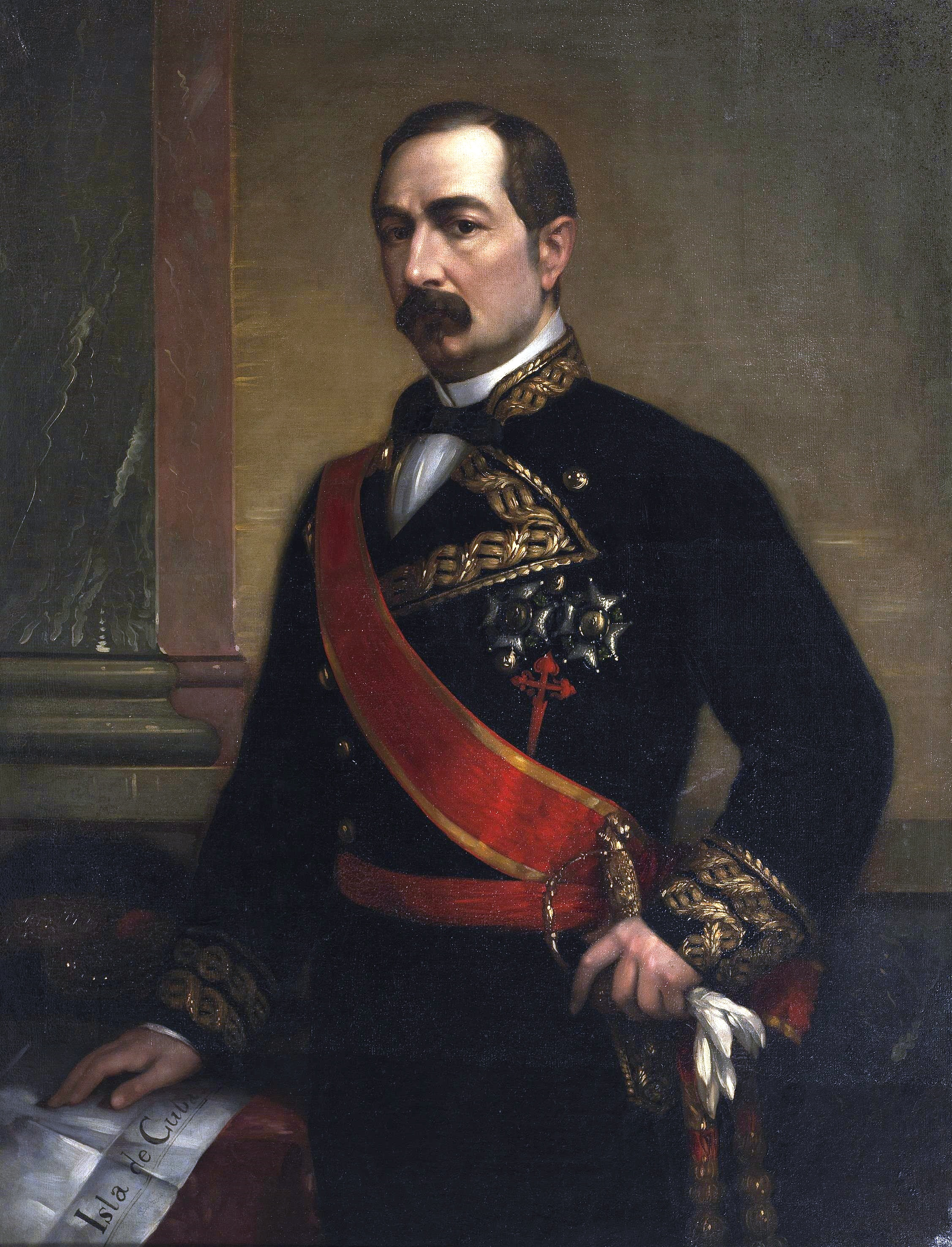
El general Gutiérrez de la Concha, 1886, óleo sobre lienzo, 114 x 86 cm, Madrid, Museo del Prado.

Rafael Díaz de Benjumea (Sevilla, 21 de julio de 1825- Sevilla, 16 de marzo de 1888) fue un pintor español de historia, de retratos y de cuadros de temática costumbrista sevillana. Participó en las Exposiciones Nacionales de Bellas Artes hasta 1887.

## Biografía
Estudió pintura en la Academia de Bellas Artes de Santa Isabel de Hungría y recibió la protección de Antonio de Orleans, duque de Montpensier, establecido en 1849 en el palacio de San Telmo de Sevilla, donde reunió una corte de literatos y artistas, a la que asistían Fernán Caballero y Gertrudis Gómez de Avellaneda, junto con Joaquín Domínguez Bécquer, Eduardo Cano de la Peña y Antonio Cabral Bejarano, como Benjumea pintores costumbristas. Entre las obras pintadas durante el mecenazgo del duque de Montpensier se citan La presentación y El bautizo de Doña María Isabel de Orleans y Borbón, primogénita de los duques, ambas de 1849. Los escenarios en los que se representan los sucesos corresponden a la capilla y uno de los salones del Alcázar respectivamente, de los que hace una descripción detallada de los asistentes a las ceremonias empleando una técnica casi miniaturista. 
En 1850 participa en la Exposición de la Academia de San Fernando y es requerido como segundo pintor de Cámara de Isabel II. Dos de las composiciones efectuadas en este período, La presentación y el bautizo de la Infanta Isabel y La presentación y el bautizo de Alfonso XII le llevaron a presentar una querella en 1873 contra la destronada reina Isabel II por el impago de las obras. A pesar de ello, fue condecorado con el título de caballero de la Real y distinguida de Carlos III y de la del Santo Sepulcro y nombrado Comendador de la Orden americana de Isabel la Católica.  
De su estancia en Madrid como segundo pintor de cámara de Isabel II, pueden mencionarse El bautizo de la Infanta Isabel y El bautizo de Alfonso XII o Príncipe de Asturias, además de numerosos retratos de destacadas personalidades de la política y de la milicia, entre los que pueden mencionarse los retratos de Adelardo López de Ayala como ministro de Ultramar y del general Gutiérrez de la Concha, ambos en el Museo del Prado, los de Manuel Alonso Martínez y Joaquín López Puigcerver en el Ministerio de Hacienda, o el de Manuel Seijas Lozano en el Consejo de Estado.

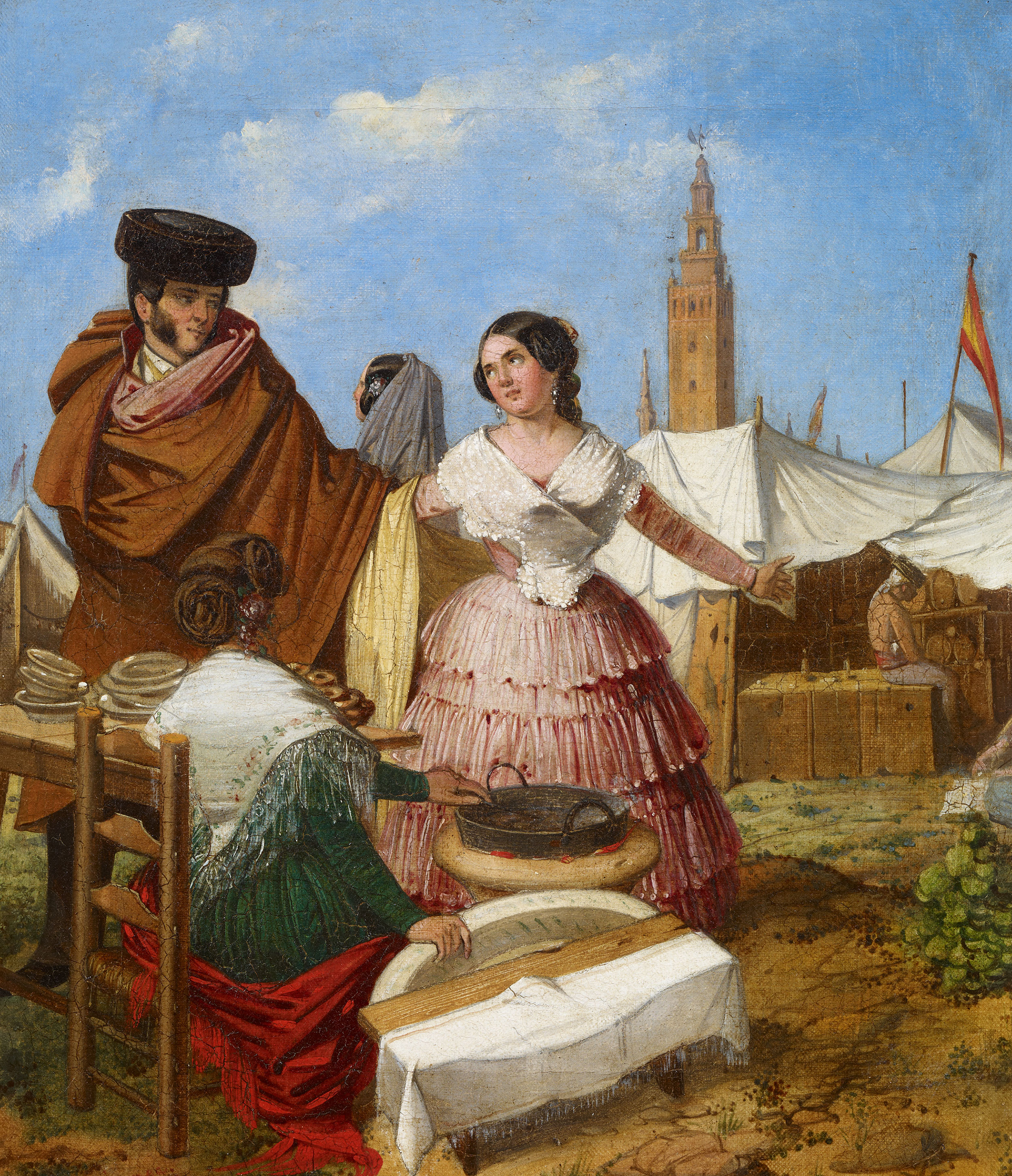
Rafael Benjumea, Galanteo en un puesto de rosquillas de la Feria de Sevilla, 1852, Museo Carmen Thyssen Málaga

De las obras presentadas en las Exposiciones Nacionales entre 1856-1864, cabe mencionar Tres muchachos gitanos jugando a los naipes, que posteriormente regaló para una rifa iniciada con el objetivo de levantar un monumento en Sevilla en honor a Bartolomé Esteban Murillo, y El cadáver de un oficial muerto en la guerra de África, defendido de varias aves rapiña por su perro. En 1887 son enviados para su exhibición a la Exposición Nacional de ese mismo año tres óleos, La Eva del día, Retrato D.N.D.B. y La portada del baptisterio de la catedral de Sevilla y procesión de la Santa Cruz, y la acuarela A pillo, pillo y medio, escena de género.
En la línea del costumbrismo andaluz citar por ejemplo: Baile en una venta (1850), Galanteo en un puesto de rosquillas de la Feria de Sevilla (1852) y En las afueras de Sevilla, todas ellas en el Museo Carmen Thyssen Málaga.